# Erik Dahlbergh
Erik Dahlbergh, fram till det att han adlades 1660 Erik Jönsson, född 10 oktober 1625 i Stockholm, död 16 januari 1703 i Stockholm, gravsatt i Turinge kyrka i Södermanland, var en svensk greve, militär, arkitekt och ämbetsman; krigsråd 1677, landshövding i Jönköping 1687–1693, fältmarskalk 1693, generalguvernör i Bremen och Verden 1693, generalguvernör i Livland 1696–1702. Han var gift med Maria Eleonora Drakenhielm (1650–1680), dotter till generaltullmästare Wilhelm Böös Drakenhielm.
Erik Dahlbergh planerade och redigerade det berömda planschverket Suecia antiqua et hodierna (Det forna och nuvarande Sverige), som innehåller ett stort antal kopparstick över svenska slott och städer, där många bygger på Erik Dahlberghs egna teckningar.
Erik Dahlbergh lämnade bland annat efter sig en så kallad dagbok som gavs ut 1913, men som var känd långt tidigare. Boken är skriven i efterhand av Dahlberg och är därmed mer en självbiografi än en dagbok. Boken fick stor uppmärksamhet och har legat till grund för mycket av den tidigare historieskrivningen kring Dahlbergh. Dock har senare forskning visat att Dahlbergh i stora stycken förskönar och framhäver sig själv och att boken är full av felaktigheter. Ett exempel är hans beskrivning av sin insats vid Tåget över Bält, en efterhandskonstruktion som stämmer dåligt med andra historiska källor.

## Biografi

### Barn- och ungdomsår
Efter att först ha gått i skola i Söderköping sattes Erik Dahlbergh vid tretton års ålder i en skriv- och räkneskola i Hamburg och 1641 anställdes han som skrivare hos dåvarande generalkamreraren i Pommern och Mecklenburg, Gerdt Rehnsköld, med vars hustru han var släkt. Rehnsköld lär i början ha behandlat honom strängt, men fattade snart förtroende för honom och använde honom i flera viktiga uppdrag. Under denna tid besökte Dahlbergh 1643 års fälttåg och deltog i stormningen av Friedrichsort.
År 1646 blev han kammarskrivare i Pommern och åtföljde samma år därifrån till Sverige de handelsfartyg, som Rehnsköld hyrt för transport av svenska trupper till Tyskland. Sedan han återvänt till Tyskland, utnämndes han 1647 till konduktör vid fortifikationen. I ingenjörsvetenskapen utbildade han sig särskilt under överste Conrad Marderfelts ledning, och snart ådrog han sig uppmärksamhet av bland annat pfalzgreven Karl Gustav.
År 1650 skickades han till Frankfurt am Main för att driva in 120.000 riksdaler, som de schwabiska, rhenska och frankiska kretsarna skulle betala till svenska kronan. Uppdraget tog tre år att utföra. Den tiden utnyttjade Dahlbergh till studier – särskilt av matematik, befästningskonst och perspektivlära – samt resor och övningar. Under denna tid gjorde han dessutom många nyttiga bekantskaper.
Kort efter sin återkomst till Sverige, och sedan det varit fråga om att han skulle få ett kompani vid gardet, företog han, såsom ledare för några unga friherrar Cronstjerna, en ny resa till Frankrike och Italien. Därunder utvecklade han i synnerhet sina anlag såsom arkitektonisk tecknare. I Rom fick han tillfälle att i drottning Kristinas följe se "många helgedomar och rariteter". För hans planer att utsträcka resan till Konstantinopel och Egypten uppstod flera gånger hinder, och snart kallades han hem till fosterlandets tjänst.

### Militär karriär

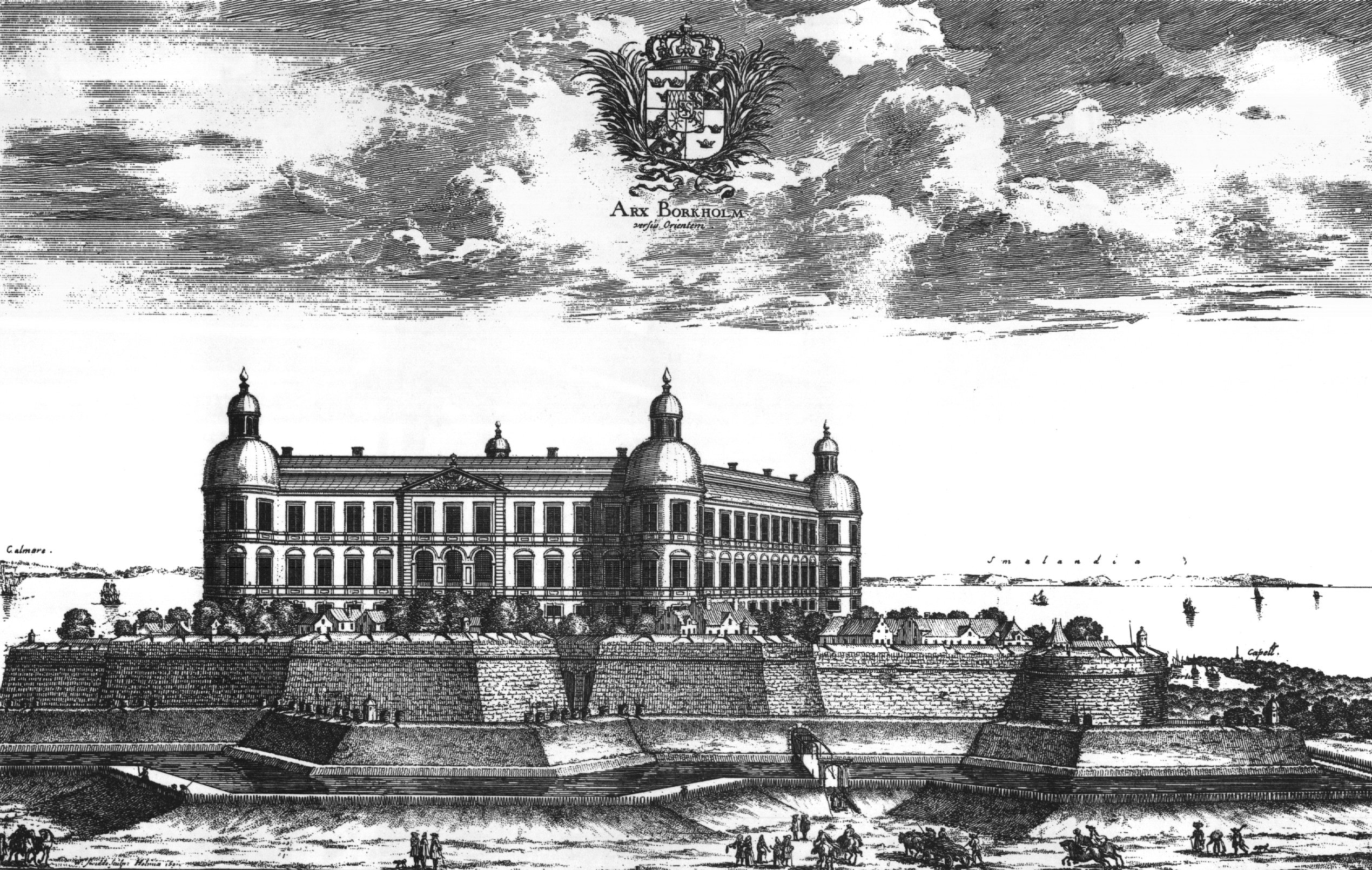
Borgholms slott på Öland av Erik Dahlbergh i verket Suecia antiqua et hodierna

Erik Dahlbergh inträdde i det svenska lägret 16 juli 1656, dagen före början av slaget vid Warszawa. Av konungen Karl X Gustav utnämndes han till generalkvartermästare-löjtnant vid armén, men angreps kort därefter av pesten. Efter att ha tillfrisknat var han i ständig verksamhet.
Han anlade förskansningar vid Thorn, tjänstgjorde såsom generaladjutant och utmärkte sig under förhandlingarna med den ungerske fursten Georg II Rákóczy samt vid rekognosceringarna av den västra Bugfloden samt fästningarna Brest Litevsky och Frederiksodde, nuvarande Fredericia (1657). Vid intagandet av den senare förde han rytteriet och upplänningarna i sjön, omkring palissaderingen, in i fästningen.
Sin största ryktbarhet som militär vann Dahlbergh under de danska krigen och tåget över Bält i början av 1658, även om hans roll har tonats ner av senare historiker.
Det var Dahlbergh som före övergången undersökte isen. Därefter utförde Dahlbergh åtskilliga rekognosceringar, bland annat av Köpenhamns fästningsverk och flera landstigningsplatser.
Vid det andra danska krigets utbrott i juli 1658 gav han, på grund av sin kännedom om fästningsverken, det rådet att man omedelbart skulle storma Köpenhamn i stället för att belägra detsamma, och han lovade att, i spetsen för de stormande, med hästar och vagn köra över grav och vall. Under en tid ledde han belägringarna av Köpenhamn och Kronborg. Han deltog också i den misslyckade stormningen på Köpenhamn den 11 februari 1659.
1660 blev Dahlbergh överstelöjtnant vid Södermanlands regemente. Förmyndarregeringen under Karl XI:s minderårighet tycks inte ha önskat ta hans tjänster i anspråk. Han blev inte kungens lärare i matematik och befästningskonst, trots att Karl X Gustav lär ha uttryckt en önskan om detta. Han arbetade istället med utgivandet av sina anteckningar om Karl X Gustavs fälttåg, och företog resor till Frankrike och Nederländerna samt till England, vars konung Karl II förgäves sökte förmå honom att träda i engelsk tjänst.
1669 blev han kommendant i Malmö "med direktionen av fortifikationerna i Skåne och Halland", utnämndes 1674 till generalkvartermästare och gjorde under det följande kriget mot Danmark Karl XI särdeles viktiga tjänster, till exempel då han 1676 sammankallade de skånska, halländska och blekingska ständerna, vilka beviljade medel till krigets förande, samt under kriget "utstack läger, byggde skansar, ledde belägringar och samlade trupper". Han deltog i slagen vid Halmstad (den 17 augusti 1676) och Lund (den 4 december samma år), ledde belägringen av Helsingborg (december samma år), företog dessutom tjänsteresor till Bohuslän, Stockholm och Dalarö samt åter till Skåne för Kristianstads belägring.
År 1676 fick Erik Dahlbergh ledningen av de svenska fästningsbyggnaderna. År 1677 blev han krigsråd, 1678 kommendant i Kristianstad och 1680 i Landskrona, "med befallning att innesluta denna stad i real fortifikation". Under denna tid bildades genom honom den svenska ingenjörkåren i armén. 
År 1687 blev Dahlbergh landshövding i Jönköpings län, generalmajor över infanteriet, med bibehållande av generaldirektionen över de svenska fästningarna, och friherre (han blev dock inte introducerad som detta på riddarhuset).
År 1690 blev han ordförande i en kommission för reglering av Härjedalens och Jämtlands gräns mot Norge. 1692 blev han generalfälttygmästare och 1693 kungligt råd, greve, fältmarskalk samt generalguvernör över Bremen och Verden. År 1696 utnämndes han till generalguvernör över Livland, med Riga till residens, och till huvudkansler för Dorpats och Pernaus akademier. Under denna sista period av sitt liv fick Dahlbergh tillfälle att utöva en vidsträckt verksamhet. Två gånger försvarade han med framgång Riga mot sachsarna varjämte han lär ha uppgjort planen till Karl XII:s Dünaövergång och bidragit till det lyckliga resultatet av såväl denna övergång som av det därpå följande slaget (den 9 juli 1701).
Även vid Kockenhusens intagande var han behjälplig. Den 7 april 1702 fick han på egen begäran av hälsoskäl avsked från generalguvernörsämbetet.

### Arkitekt och tecknare
Dahlbergh blev mycket känd för sina fästningsbyggnader. Han ledde ombyggnad eller nybygge av fästningar i Göteborg, Malmö, Kalmar, Narva, Reval, Riga, Neumunde, Wismar, Stade och Karlsten och andra mindre fästningar. Även befästningarna vid Karlskrona påbörjades av Dahlbergh – exempelvis Drottningskärs kastell. Såsom fästningsbyggare utmärkte han sig för stor självständighet i anordningarna och anpassade dem efter lokala förhållanden. Han använde ofta tornformen, till exempel vid "Västgöta lejon" och "Kronan" vid Göteborg och "Hvalfisken", belägen på en sandbank utanför Wismar. Dahlbergh har blivit kallad "Sveriges Vauban". Sannolikt hämtade Montalembert, som flitigt studerade de svenska fästningsbyggnaderna, stor inspiration och kunskap från hans verk.
Under vistelsen i Italien 1661 fick han i uppdrag att "geografiskt afteckna Sveriges förnämsta städer m. m. samt däröver göra en kort beskrifning". Hans teckningar stacks sedan på koppar av holländska och svenska grafiker och utgavs, dock utan texten, under titeln Suecia antiqua et hodierna.. Arbetet kom att sysselsätta honom ända fram till hans död, men låg på grund av kriget till stora delar nere under 1670-talet. Han utförde även teckningarna till Samuel von Pufendorfs Karl X Gustafs historia. Han utförde även teckningar till planerade verk över Karl XI och Karl XII, men dessa blev till största delen oanvända. Hans teckningar förvaras numera på Kungliga biblioteket.
Erik Dahlbergh räknade vid 71 års ålder ut att hans resa "igenom denna werlden warit öfwer 14000 Mihl, och altså efter Mathematicorum mening Tre gånger kring om Jordenes krets, och utom mitt fädernesland besedt åtta Konunga Riken och hela Romernersk Keijsardömet så i Tyskland som i Italien, och i warande min resa sedt 23 Kongl. Pärsoner el: Krönte hufwuden".
Dahlbergh avled i Stockholm den 16 januari 1703, och är begravd i ett av honom själv utformat gravkor, som han lät bygga i Turinge kyrka i Nykvarn, Södermanland.

## Platser och byggnader uppkallade efter Erik Dahlbergh
I Stockholm ligger Erik Dahlbergsallén och Erik Dahlbergsgatan båda uppkallade efter Dahlbergh. Han har också gett namn åt gator i ett dussintal andra svenska städer, bl.a. Söderköping Uddevalla, Göteborg, Malmö, Ystad och Helsingborg. Erik Dahlbergsgymnasiet i Jönköping, har också fått sitt namn efter greven.
I Landskrona och Vingåker finns kvarter som heter Erik Dahlbergh. I bl.a. Vingåker & Karlshamn finns dessutom Erik Dahlbergsvägen.
I Warszawa finns en gata uppkallad efter honom, "Ulica Eryka Dahlberga". Dahlberghs avbildningar av byggnader i Warszawa var till hjälp under uppbyggnaden efter andra världskriget. Han avbildade även samtliga polska slott och borgar som ansågs militärt befogade att riva av strategiska skäl under det svensk-polska kriget 1655-1660.

Erik Dahlberghs förslag till förbättring av befästningarna i Landskrona 1680.
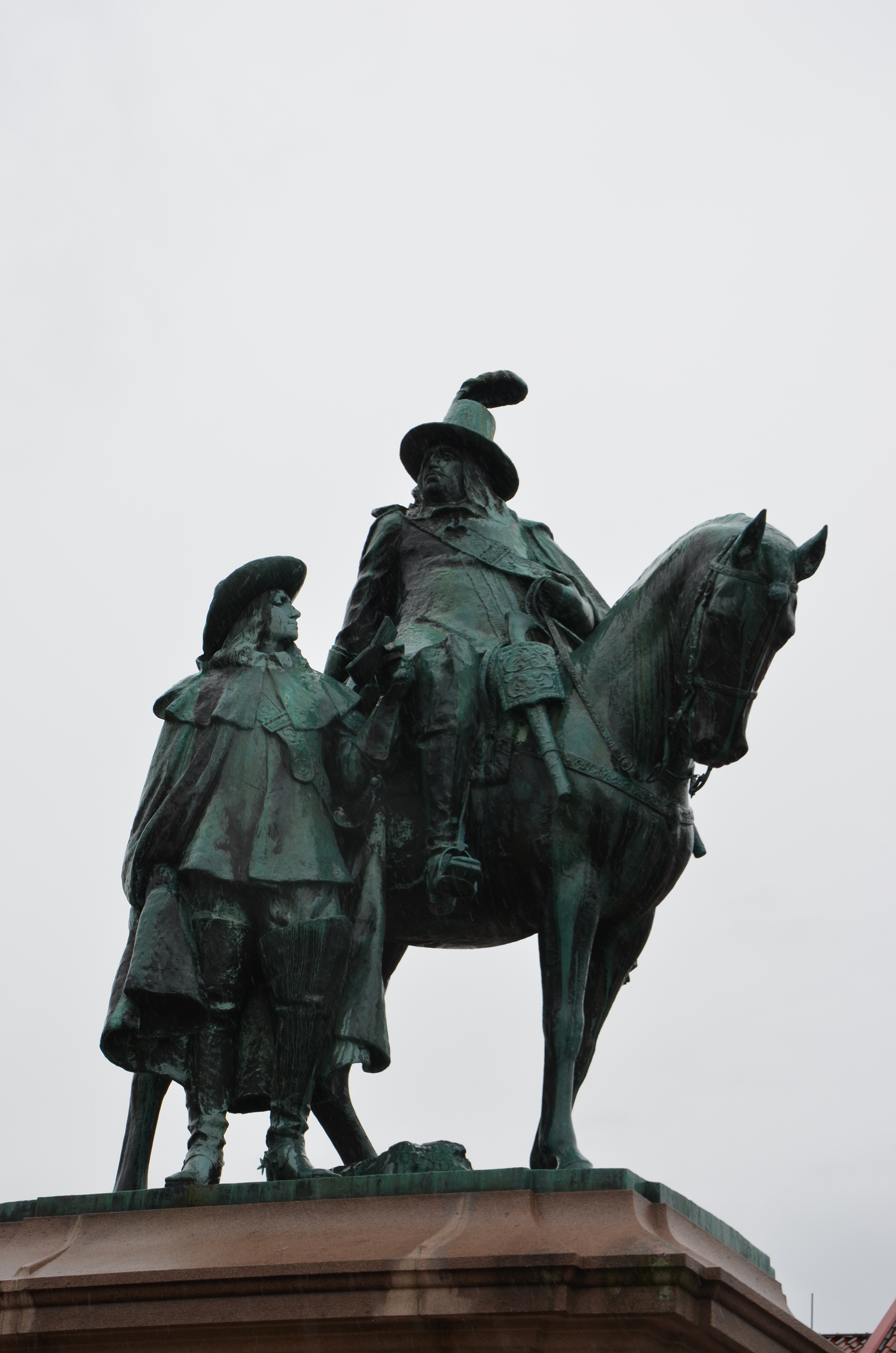
Erik Dahlbergh och Karl X Gustav i Theodor Lundbergs staty på Kungstorget i Uddevalla